# Вербная неделя в славянской традиции
Ве́рбная неде́ля — неделя в народном календаре славян, шестая неделя Великого поста. Заканчивается в Вербное воскресенье, после которого наступает Страстная неделя. Главные народные обряды недели связаны с вербой и выпадают на субботу и воскресенье.

## Другие названия
казацк. Вербохлёст; бел. Вербніца; укр. Вербний, Цвітний, Шутковий тиждень.

## Понедельник
С Вербной неделей, особенно с последними днями её, связано много примет на погоду и будущий урожай. «Если вербная неделя ведренная, с утренниками — то яровые хороши будут». В понедельник тёща приносит в дом молодого зятя подарки, желает добра молодой паре.

## Лазарева суббота

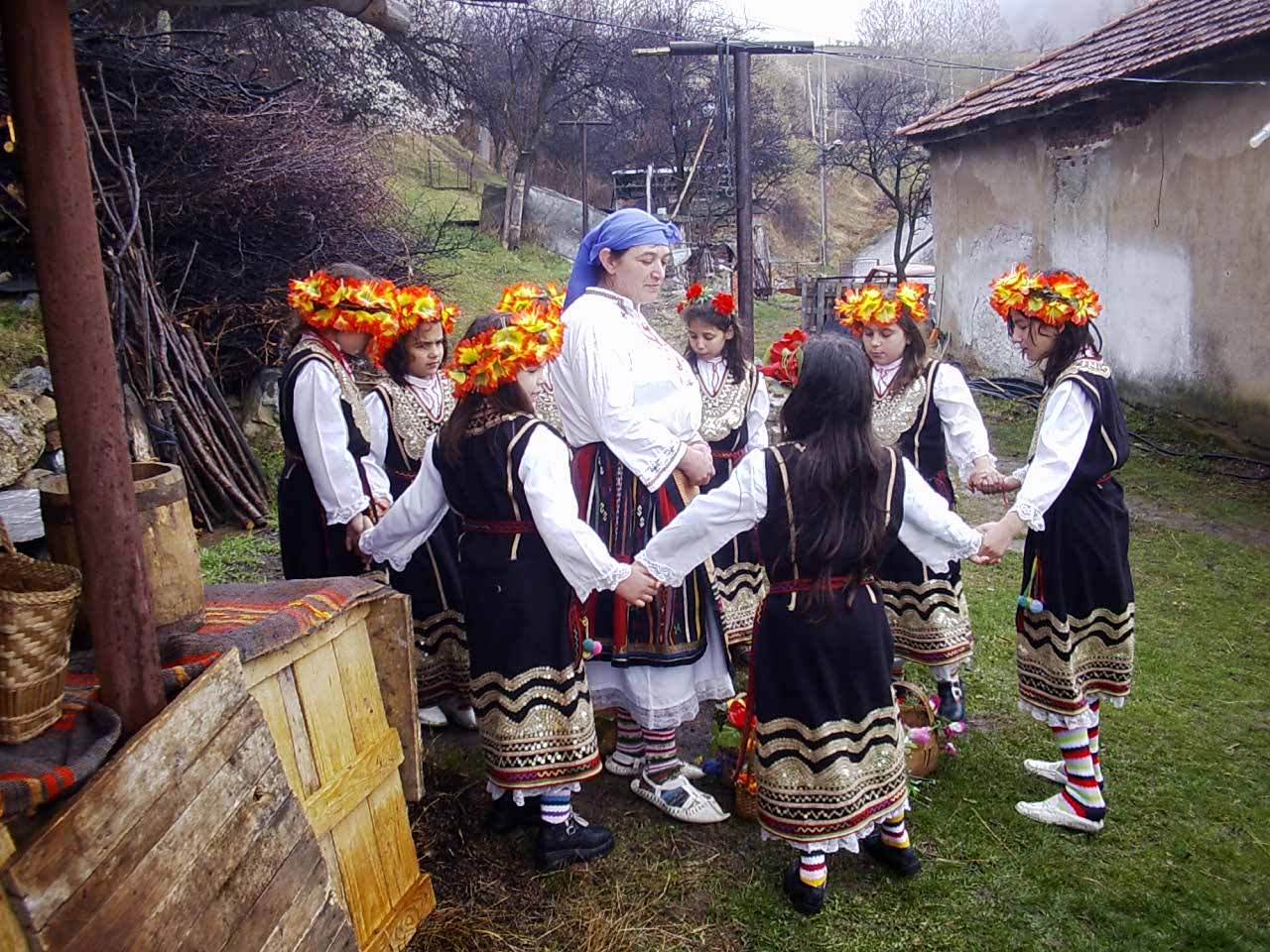
Лазарование в Болгарии

Лазареву субботу (воскресение Лазаря) во многих русских деревнях праздновали весело и многолюдно. В Вербную субботу ломали вербы. В полночь молодёжь обходила дома с песнями. У ворот кричали: «Отопри, отопри, молодая, вербешкою бить, здоровьем больше прежнего наделить!» Войдя в избу, слегка били ветками вербы спящих со словами: «Верба хлёст, бей до слёз!», «Вставай рано, бей барана!», «Бьём, чтобы быть здоровыми» (Городищенский уезд Пензенской губернии). В субботу готовили брагу, гречневые блины, кашу, рыбный курник.
В Белоруссии в некоторых местах в этот день пекли хлебцы по количеству членов семьи. В одном из хлебцев запекали монету. Считалось что кому достанется это хлебец, тот будет счастливым и удачливым целый год. Девушкам такой хлебец предвещал выгодное и счастливое замужество. Также выполняли ряд магических действий на достижение задуманного (внимание избранника, замужество, избавление от головной боли).
У сербов день называется Врбица — в этот день освящают веточки вербы. У чехов и словаков обряд бития вербными веточками существует в Пасхальный (Поливальный) понедельник.
У болгар накануне Вербного воскресенья исполняли весенний девичий обряд лазарования (гаг. Lazari, болг. Лазарки), который сохранился до наших дней. Лазаровали девочки 7–10 лет, которых называли «лазарки». Они ходили по домам по трое с пением лазарских песен. Одна из лазарок изображала «невесту». Её лицо обычно было закрыто белой коротенькой фатой или платком. Участниц одаривали сырыми яйцами и мелкой монетой.

## Вербное воскресенье

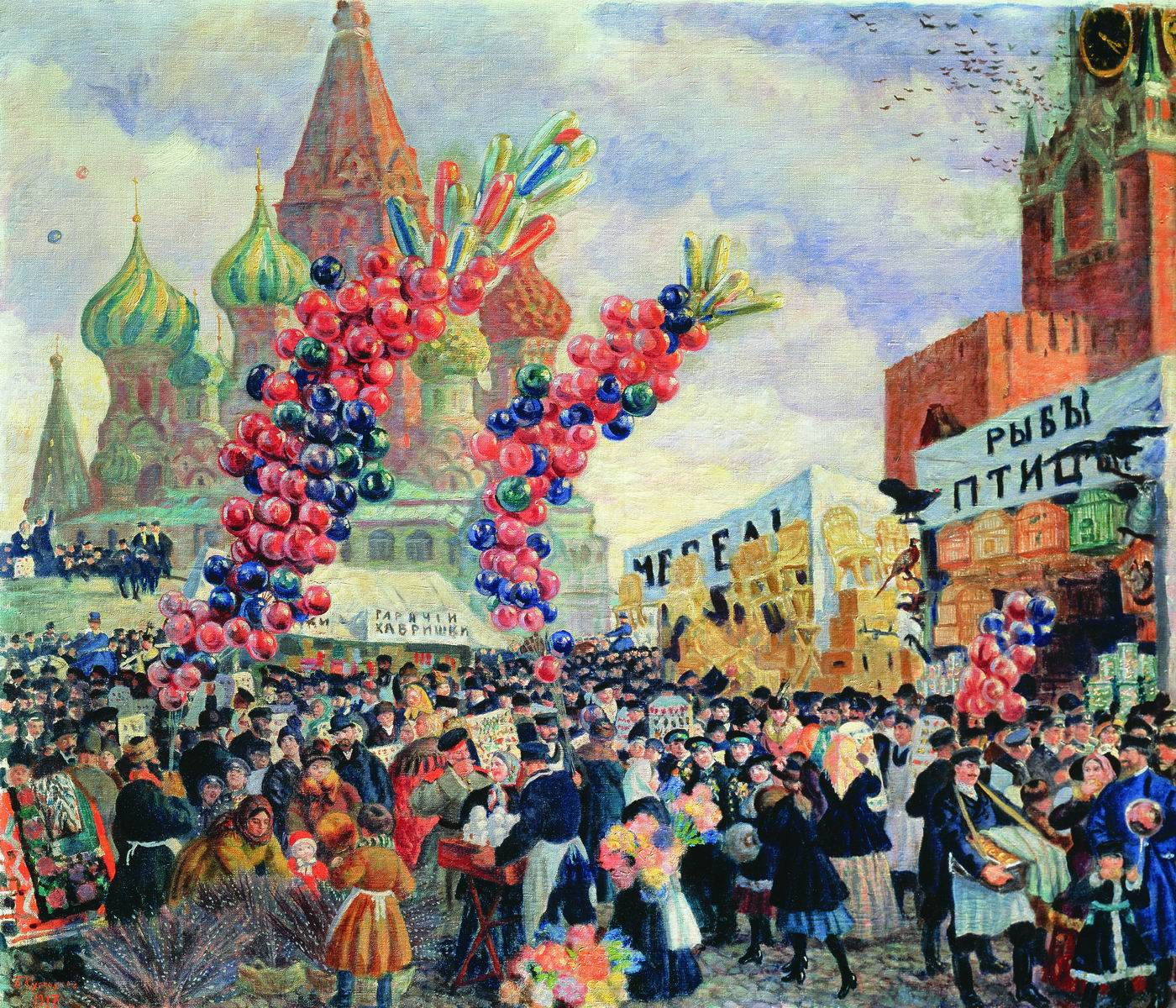
Вербный торг на Красной площади. Б. Кустодиев, 1917 г.

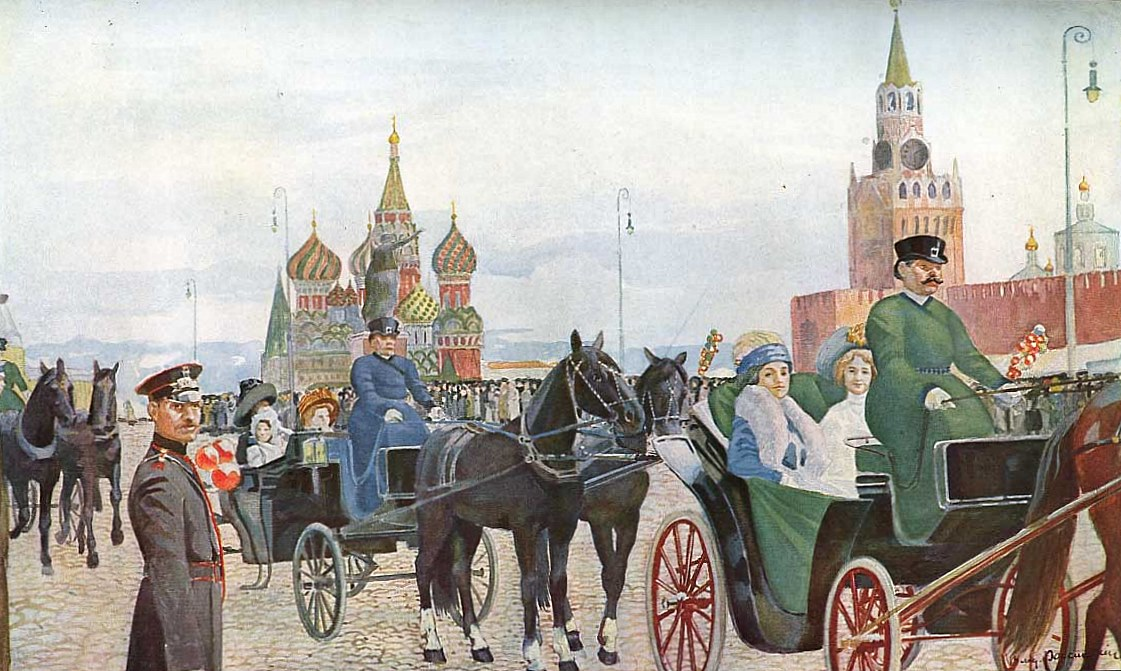
Вербные катания девушек на выданье на Красной площади. 1910-е годы.

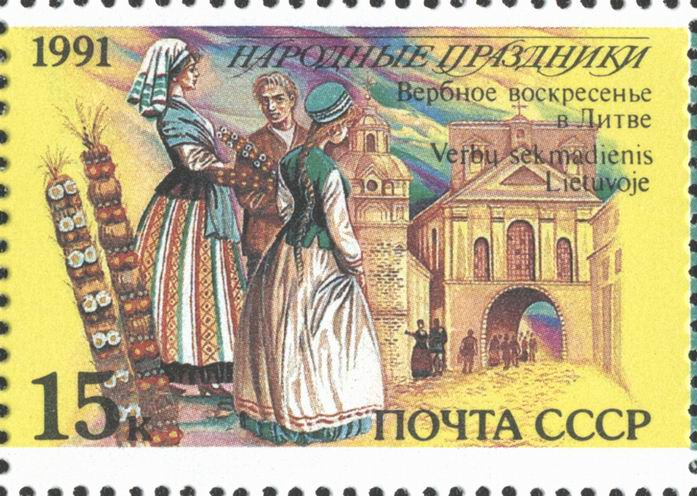
Вербное воскресенье в Литве.
Почтовая марка (СССР, 1991 г.)

С центральной ролью вербы в праздновании Вербного воскресенья связаны локальные названия этого праздника: рус. урал. Вербины, укр. Вербна неділя, Вербница, Вербніца, Шуткова неділя, бел. Вербная нядзеля, Вербіч, серб. Врбица, болг. Връбница, ст.‑слав. Праздьникъ вьрбьны (Изборник Святослава, 1073 г.). Также: цветоносное воскресение, цветоносная неделя, цветная неделя; пол. Niedziela Kwietna; чеш. Kvetná neděle.
Согласно этиологической легенде, некогда верба была женщиной, и у неё было столько детей, что женщина поспорила с Матерью-Землёй о том, что она плодовитее. Мать-Земля, рассердившись, превратила женщину в вербу.
Восточные славяне освящённым вербам придавали особую очистительную силу, верили, что с их помощью можно спасти домашний скот от порчи, болезней, сглаза, хищного зверя, от злых людей и злых духов. Об этом свидетельствуют различного рода «вербные» обряды, сохраняющиеся до сих пор в некоторых местностях России, Украины и Белоруссии. Например, в Костромской области сохраняется народный обычай выпекать баранки к Вербному воскресенью, освящать их в церкви и, принося домой, скармливать их домашнему скоту, чтобы предохранить от болезней, а в Юрьев день крестьяне обмакивают хранившуюся в продолжение всего года вербу в святую воду и затем окропляют собранный во дворе домашний скот; с вербой в руках в первый раз провожают скот на пастбище.
Вербе и её серёжкам приписывалась целебная сила. Съедали по девять вербных серёжек, считая это лекарством от лихорадки. Советовали есть почки освящённой вербы бесплодным женщинам, а также как предохранительное средство от других болезней. Клали вербу в воду, в которой купали больных детей. В воскресенье вербные почки добавляли в хлебцы для скотины, и в вербную кашу для членов семьи.
Многие верили, что освящённая верба может остановить летнюю грозу, а брошенная в пламя — помочь при пожаре. Всякий трус, желающий избавиться от своего недостатка, должен по приходе из церкви в Вербное воскресенье вбить в стену своего дома колышек освящённой вербы — средство это если и не превратит труса в героя, то, во всяком случае, должно прогнать природную робость.
До 1917 года в России главным событием Вербного воскресенья были «Вербные торги» (в городах) и «Вербные катания» на лошадях, а также народные гулянья. В Москве вербные проезды карет по Красной площади иногда называли «вывозом невест».
Согласно церковному уставу, в субботу и воскресенье Вербной недели допускается послабление поста: в Лазареву субботу разрешается вкушение икры, а в Вербное воскресенье — рыбы, что определяло состав традиционного праздничного стола.
Чехи в вербное воскресенье освящали зелёные ветки (чеш. ratolest). Считалось, что такие ветки имели обладали магической силой в течение всего года. Это могли быть ветки ивы, липы, ясеня, калины, тиса, ели, ореха, и иных деревьев.
Их обычно связывали по нескольку штук так, что их длина достигала 3—10 метров. После освящения в костёле эти ветки несли прежде всего в хлев и осеняли ими скот, чтобы он был здоров. Затем ветки вносили в дом и ставили на почётное место в красный угол. Несколько веток втыкали в крышу дома, засовывали за потолок в доме и хлеву. Словаки их клали под порог жилища для защиты от бури, огня, болезней.

## Битьё вербой
Битьё вербовой веткой в Вербное воскресенье распространено у восточных и частично южных славян, поляков и чехов. Битьё совершается обычно утром, после освящения вербы, у церкви или у дома и, как правило, с приговором:
- рус. Верба красна, бей до слёз, будь здоров! (саратов.);
- укр. Не я б'ю, верба б'є / За тиждень — Великдень; / Будь великий, як верба, / А здоровий, як вода, / А богатий, як земля (Чернигов.);
- бел. Вярба б'е — не я б'ю; / За тыдзень — Вялікдзень. / Хвора у лес, на верас, / А здароўе у косці. / Будзь здароў, як вада, а расці, як вярба.

Чаще всего взрослые били ребятишек, «чтобы росли и были здоровы». С этой же целью повсюду хлестали скот; в Белоруссии скот, как и людей, и пчелиные ульи, били трижды, а затем шли в огород и на озимое поле и там, после трёхкратного битья земли, втыкали ветку вербы в землю; наконец, шли хлестать вербой могилы своих близких.
В Белоруссии в Гродненской губернии в начале XIX века привозили в церковь для освящения большую вербу с корнями, после службы обламывали ветки и разносили их по домам. В Польше, в Мазовии молодёжь стегала друг друга вербовыми прутьями — «пальмами» (palmowata się), приговаривая: «Palma bije nie ja bije / Wielki Dzień za tydzień» [Пальма бьёт, не я бью. Пасха через неделю]; в некоторых сёлах стегали только девушки парней. В Чехии в Вербное воскресенье после мессы, наоборот, парни хлестали ветками орешника своих девушек, «чтобы были проворными и бойкими». В то же утро Вербное воскресенье у кашубов хозяин шёл к соседу и бил его слегка веткой вербы с пушистыми почками (kotkami), повторяя в рифму: «Wierzba bije, jô nie biję,. / Za tidzeń, Wielgi dzeń, / za noce trzë i trzë są Jastrë» [Верба бьёт, я не бью. Через неделю Пасха — Великий день, через три и три ночи Пасхальная ночь]. Сербы в Славонии (около г. Осиека) после обедни хлестали друг друга вербой, повторяя: «Раст' ко врба!» [Расти, как верба], а в Банате в Вербное воскресенье сербы били вербой лошадей и детей, «чтобы росли, как верба».

## Проглатывание вербных почек

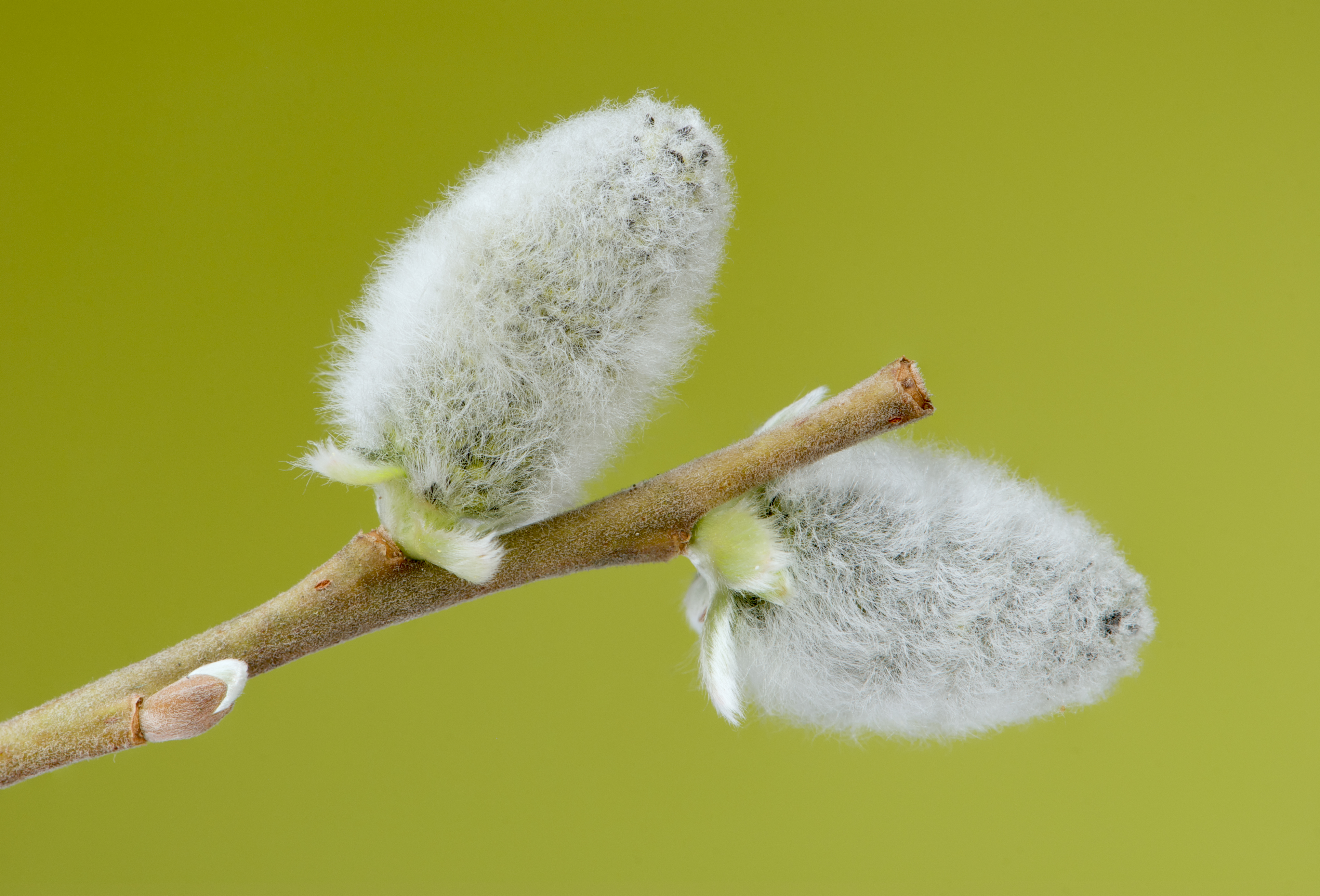
Серёжки вербы (Ива козья)

Проглатывание вербных почек в Вербное воскресенье было известно на Украине, где дети съедали почки, «чтобы горло не болело» (укр. щоб горло не боліло), в Белоруссии, где это делали ещё в церкви при раздаче вербовых веток, и в России (например, в Ярославской губернии), где их запекали в хлебцы и скармливали скоту. В Костромской губернии в Вербное воскресенье пекли печенье барашки в виде вербовых почек, а накануне, в Лазареву субботу, пекли лесенки. В Полесье, на Пинщине, в Вербное воскресенье при выходе из церкви каждый съедал девять вербовых почек-свечек, «чтобы не болели зубы и не было лихорадки».

## Отнесение веток на кладбище
Отнесение освящённых веток на кладбище к покойникам-родителям совершалось в Вербное воскресенье в Белоруссии, где веткой вербы трижды хлестали по могиле, в польском Поморье, у кашубов, на Западной Украине (Львовщина), в Словакии (Новоград и Гонт), в Хорватии (Синь и Лика), где кизиловую ветку, увитую плющом, втыкали около могильного креста, «чтобы в домашнем хозяйстве всё спорилось и преуспевало — шло в гору», и в Болгарии (Добруджа), где вербовые прутики втыкали в могилы всех родственников. У болгар-капанцев (с.-вост. Болгария) в Вербное воскресенье женщины шли на рассвете на кладбище с веточками вербы, кадильницами, ладаном, водой и кукурузной соломой; кадили на могиле, втыкали в неё вербу и жгли огонь (ср. Греть покойников).

## Поговорки и приметы
- Без вербы — не весна[23].
- Святой Лазарь за вербой лазил[3].
- Верба распутицу ведёт, гонит с реки последний лёд[24].
- Выгоняют в первый раз скот в поле вербою с вербного воскресенья[25].
- пол. Pogoda w Kwietna Niedzielę wróży urodzajów wiele (На Вербной погода — урожай будет обильным)[3].